# Alvin y las ardillas 3
Alvin y las ardillas 3 (título original en inglés: Alvin and the Chipmunks: Chipwrecked) es una película estadounidense de comedia y aventura estrenada en el 2011, dirigida por: Mike Mitchell. Está protagonizada por Jason Lee, David Cross y Jenny Slate, y cuenta con las voces de Justin Long, Matthew Gray Gubler, Jesse McCartney, Amy Poehler, Anna Faris y Christina Applegate.
La película es la secuela de Alvin y las ardillas de 2007 y Alvin y las ardillas 2 de 2009. Se estrenó el 16 de diciembre de 2011. Fue distribuida por 20th Century Fox y producida por Fox 2000 Pictures, Regency Enterprises y Bagdasarian Company

## Trama
Alvin y las ardillas (Justin Long, Matthew Gray Gubler, Jesse McCartney, Amy Poehler, Anna Faris y Christina Applegate) se van de Vacaciones a las Bahamas en un crucero. Desde el primer momento en que se montan en él crucero Alvin se vuelve "loco" y empieza a hacer desastres dentro de él. Alvin se monta en una cometa y junto a los demás salen volando y caen fuera del barco, Dave (Jason Lee) se va tras ellos y junto con Ian (David Cross) también caen fuera del barco.
Las ardillas llegan a una isla desconocida, y tratan de sobrevivir en ella. Por su parte Dave e Ian también llegan a la isla pero no se dan cuenta de que ahí también se encuentran las ardillas; estas pasan una noche solas, al día siguiente se encuentran con una mujer llamada Zoe que lleva 8 o 9 años viviendo en la isla y les ayuda a sobrevivir. La diversión parece estar conectando con Alvin, al principio Simon está de acuerdo con lo peligroso que es la isla, todo cambia cuando pronto lo pica una araña y se transforma en una ardilla llena de ánimo y extrema con acento francés. En su trastorno lleva una "relación" y se hace novio de Jeanette, sin embargo, les causa consternación a Alvin y Brittany. Zoe los lleva a la cascada de la isla en donde Simón, en su estado de éxtasis hace lo que sea posible para impresionar a Jeanette, incluso le lleva una coronita de oro que había encontrado bajo la cascada, para demostrarle su amor. Desde ese momento, Zoe deduce que bajo la cascada hay un tesoro oculto con el que se obsesiona rápidamente y es capaz de valerse de cualquier medio para quedarse con el.
Ian y Dave buscan esperanzadamente a las ardillas en la isla, al fin se encuentran con Teodoro y Simón quienes lo llevan con las ardillas, pero pasa que Zoe (Jenny Slate) la muchacha que vivía ahí hace tanto tiempo estaba obsesionada con un tesoro que había en la isla, y el cual Simon encontró. Ahora el problema es que el Volcán de la isla está por hacer erupción, así que construyen un bote para salir de allí. Pero Zoe secuestra a Jeanette para de esa manera obtener fácilmente el tesoro de la cascada y deja a Simón inconsciente, cuando este despierta, vuelve a ser el mismo de antes.
Dave y Alvin van tras Zoe y logran salvar a Jeanette, se encaminan hacía el bote cruzando un profundo abismo por un tronco, pero este empieza a partirse y Dave estuvo a punto de caer. Simón salva a Jeanette de una caída, Ian y Alvin convencen a Zoe de rescatar a Dave y lo hace. El volcán está a punto de hacer erupción, todos corren hacia el bote y salen a salvo de la isla.
En el bote Zoe se disculpa con Jeanette y como recompensa le da la coronita que le había dado Simón. Son rescatados y Dave se reconcilia con Ian volviendo a ser amigos. Alvin y las ardillas van a los Premios Internacionales de Música e Ian comienza una nueva carrera de guionista en la que vende la historia de Zoe en la selva. La película termina con todos en un avión, Alvin vuelve a hacer de las suyas y el característico grito de Dave: "Alviiiinnnn".

## Reparto
- Jason Lee como David «Dave» Seville.
- David Cross como Ian Hawke.
- Jenny Slate como Zoe.
- Andy Buckley como El Capitán Correlli.
- Luisa D' Oliveira como Tessa.
- Michael Northey como Hombre Camisa de Hawái.
- Tucker Albrizzi como Tucker.
- Phyllis Smith como Asistente de vuelo.

### Voces
- Justin Long como Alvin Seville.
- Matthew Gray Gubler como  Simon Seville.
- Alan Tudyk como Simone.
- Jesse McCartney como Theodore Seville.
- Christina Applegate como Brittany Miller.
- Anna Faris como Jeanette Miller.
- Amy Poehler como Eleanor Miller.

## Doblaje
| Personaje            | Protagonista                             | Actor de doblaje      |          |
| Ardillas             | Ardillas                                 | Ardillas              | Ardillas |
| -------------------- | ---------------------------------------- | --------------------- | -------- |
| Alvin                | Justin Long                              | Óscar Flores          |          |
| Simón                | Matthew Gray Gubler                      | Germán Fabregat       |          |
| Simone               | Alan Tudyk                               | Germán Fabregat       |          |
| Teodoro              | Jesse McCartney                          | José Antonio Macías   |          |
| Brittany             | Christina Applegate                      | Gaby Cárdenas         |          |
| Jeanette             | Anna Faris                               | Yotzmit Ramírez       |          |
| Eleanor              | Amy Poehler                              | Dulce Guerrero        |          |
| Humanos              |                                          |                       |          |
| David "Dave" Seville | Jason Lee                                | Ricardo Mendoza       |          |
| Ian Hawke            | David Cross                              | Ricardo Tejedo        |          |
| Zoe                  | Jenny Slate                              | Christine Byrd        |          |
| Capitán Correlli     | Andy Buckley                             | Sergio Gutiérrez Coto |          |
| Chico del casino     | Nelson Wong                              | Moisés Iván Mora      |          |
| Niño de la cometa    | Tucker Albrizzi                          | René Pinochet         |          |
| Mujeres del club     | Sophia Aguiar Lauren Gottlieb Tera Pérez | ¿?                    |          |
| Insertos             | N/D                                      | Daniel Cubillo        |          |

## Producción
Se reveló el 26 de octubre de 2010, gracias al periódico estadounidense Los Angeles Times, que el director de Shrek para siempre, Mike Mitchell, estaba en negociaciones con Fox para dirigir la secuela de Alvin y las ardillas 2.

## Lanzamiento
La cinta Alvin y las ardillas 3 fue estrenada el 16 de diciembre de 2011.

### Taquilla
La película recaudó $133,110,742 en salas estadounidenses, junto con otros 209,584,693 dólares en taquillas internacionales. Lograron hacer un total mundial de 342,695,435 de dólares.
Alvin y las ardillas 3 hizo lamentablemente $ 6.7 millones, que era inferior a los ingresos del día de apertura de la primera película (13.300.000 dólares) y su secuela ($ 18.800.000). En su primer fin de semana, la película se colocó en el lugar la segunda posición detrás de Sherlock Holmes: Juego de sombras con $ 23.2 millones, lo que era menos que los fines de semana de apertura de las dos películas anteriores de la franquicia, la película de la original de $ 44,300,000 y su secuela de $ 48.9 millones, respectivamente.

## Lanzamientos en DVD y en Blu-ray
Los lanzamientos de la película en DVD y en Blu-ray fueron planeados para el 27 de marzo de 2012.

## Premios
| Año  | Premio                              | Categoría         | Resultado |
| ---- | ----------------------------------- | ----------------- | --------- |
| 2012 | Premios Nickelodeon's Choice Awards | Película favorita | Ganadora  |

## Banda sonora
La banda sonora fue lanzada el 15 de noviembre de 2011, tres semanas después del estreno de la película. 

### Canciones
- Party Rock Anthem
- Bad Romance
- Trouble
- Whip My Hair
- Vacation (con BASKO)
- We Have Arrived (RAE con Classic)
- Say Hey (con Nomadik)
- Real Wild Child (con Nomadik)
- S.O.S.
- We No Speak Americano / Conga (con Barnetta DeaFonseca)
- Survivor
- Born This Way / Ain't No Stoppin Us Now / Firework

### Canciones oídas en el CD pero no en la película
- Club Can't Handle Me (Bonus track)
- Love Train
- Fly
- Hello (Bonus track)

### Canciones oídas en la película pero no en el CD
- Kumbaya

## Videojuego
El videojuego de Alvin y las ardillas 3. por la película fue lanzado a la venta el 15 de noviembre de 2011, por la Wii, Nintendo DS y Xbox 360, una semana y tres días después del estreno de la película.

## Secuela
20th Century Fox anunciaron su cuarta película titulada, Alvin and the Chipmunks: The Road Chip, fue estrenada el 18 de diciembre de 2015.